# Oratorio di Sant'Erasmo (Uzzano)
L'Oratorio di Sant'Erasmo si trova a Uzzano, nella frazione di Sant'Allucio, diocesi di Pescia, regione Toscana.

## Storia e descrizione
L'oratorio fu costruito nel 1661 da Erasmo Orlandi, esponente di una delle più antiche famiglia nobiliari di Pescia, che sin dal Medioevo possedevano beni nel territorio uzzanese, tra cui il castello di Tobbiano. Gli Orlandi erano proprietari anche della villa retrostante l'edificio sacro. Secondo la tradizione, in questa località sorse alla metà del XV secolo la prima tipografia del territorio di Pescia. Agli inizi dell'Ottocento, l'oratorio divenne proprietà del capitolo della Cattedrale di Pescia.
L'oratorio sorge a cavalcioni del Rio Furicaia, lungo la Via Provinciale Lucchese.  Sulla facciata, un bello stemma in pietra della famiglia Orlandi. Sul portale in pietra serena, si legge la scritta "D.O.M divoque Erasmo dicatum". 
L'interno è a un'unica navata, con un corpo laterale nel quale si trova la sacrestia. Piuttosto spoglio, l'ambiente è sovrastato dall'imponente altare maggiore neoclassico, nel quale si trova la bella tela Vergine Assunta in cielo tra i santi Giuliano e Lorenzo, firmata da Sebastiano Vini, ma eseguita in collaborazione con Benedetto Pagni che eseguì la maggior parte del dipinto, di più alta qualità rispetto alle opere del Vini, specialmente nelle teste espressive e nei panneggi morbidamente modellati. La tela è nell'oratorio dal 1806 e in origine si trovava nella cappella di Pierfrancesco Cecchi dell'antica Prepositura, oggi cattedrale di Pescia.